# Audronius Ažubalis
Audronius Ažubalis (ur. 17 stycznia 1958 w Wilnie) – litewski polityk i dziennikarz, poseł na Sejm, od 2010 do 2012 minister spraw zagranicznych.

## Życiorys
Po ukończeniu szkoły średniej w 1976 podjął studia na wydziale dziennikarstwa Uniwersytetu Wileńskiego. Został z nich usunięty rok później za współpracę z Litewską Grupą Helsińską. Odbywał następnie do 1979 służbę wojskową w Armii Radzieckiej. Studia ukończył w 1989 w trybie zaocznym. W 1990 studiował nauki polityczne i ekonomiczne w Macalester College w Saint Paul (USA).
W latach 1979–1988 pracował w różnych instytucjach kulturalnych i wydawniczych, a także w Państwowym Komitecie Radia i Telewizji. Od 1989 do 1990 był korespondentem tygodnika "Atgimimas", związanego z niepodległościowym ruchem Sąjūdis.
W 1990 został rzecznikiem prasowym przewodniczącego Rady Najwyższej, która ogłosiła niepodległość Litwy. W 1993 utworzył prywatną firmę zajmującą się działalnością konsultacyjną w zakresie PR.
W 1996 uzyskał mandat posła na Sejm z ramienia Związku Ojczyzny, do którego wstąpił dwa lata później. W 2000 nie został ponownie wybrany. Pełnił funkcję dyrektora centrum tłumaczeń, dokumentacji i informacji przy litewskim rządzie. W latach 1998–2000 kierował litewsko-brytyjską izbą handlową. W 2001 został prezesem stowarzyszenia wydawców prasy.
W 2004 przez kilka dni sprawował mandat poselski, zastępując Vytautasa Landsbergisa (który wszedł do Parlamentu Europejskiego). W wyborach krajowych w tym samym roku Audronius Ažubalis ponownie wszedł do Sejmu, obejmując stanowisko wiceprzewodniczącego Komisji Spraw Zagranicznych. W wyborach parlamentarnych w 2008 został ponownie posłem z okręgu większościowego. W nowej kadencji stanął na czele Komisji Spraw Zagranicznych Sejmu.
11 lutego 2010 objął stanowisko ministra spraw zagranicznych w rządzie Andriusa Kubiliusa. W 2011 pełnił funkcję przewodniczącego OBWE. W wyborach w 2012 po raz kolejny został wybrany do Sejmu. W grudniu tego samego roku zakończył urzędowanie na stanowisku rządowym. W wyborach w 2016, 2020 i 2024 także uzyskiwał poselską reelekcję.